# Iratsume orsedice
Iratsume orsedice  (лат.) — вид дневных бабочек из семейства голубянок (Lycaenidae). Единственный представитель рода Iratsume.

## Описание

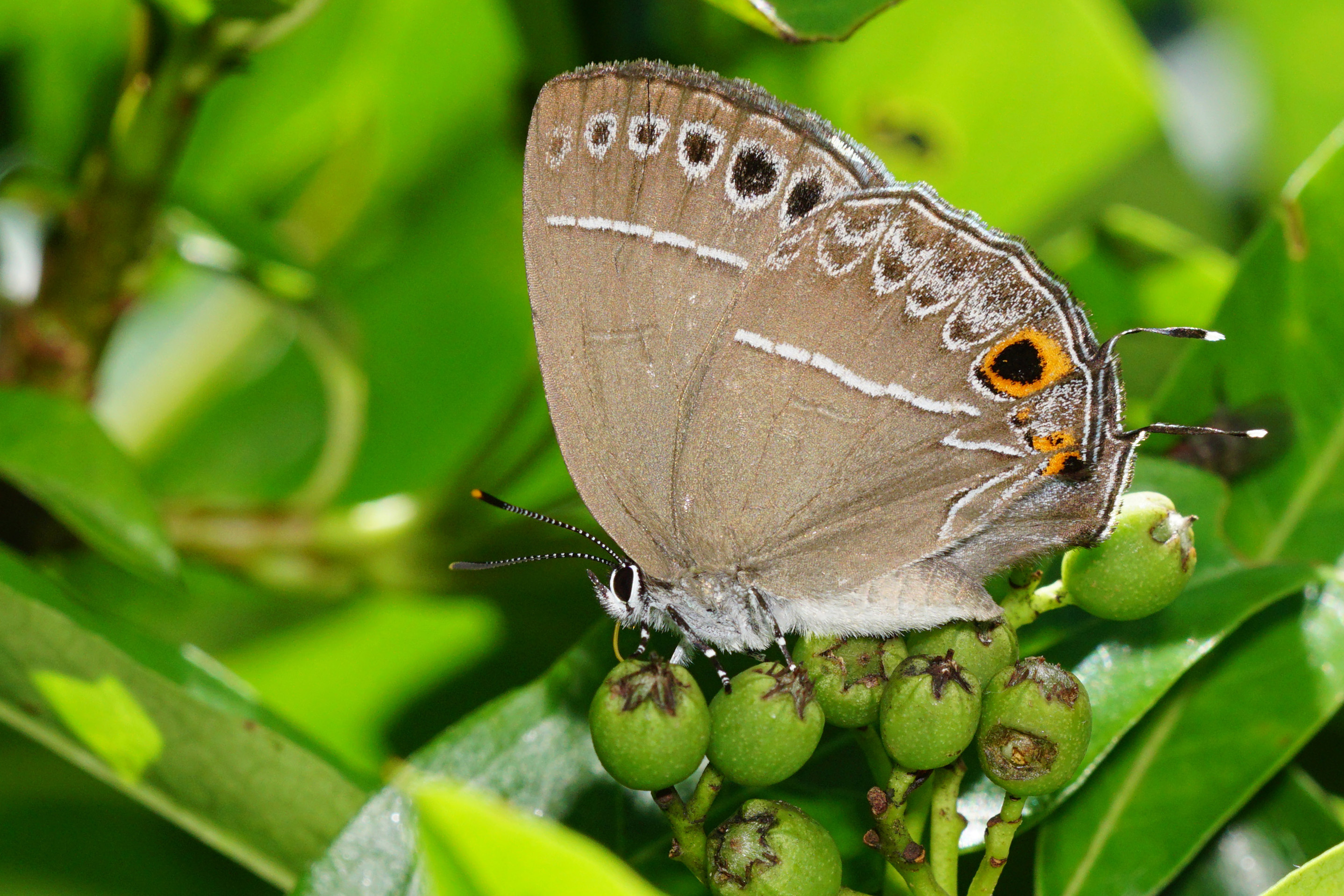

Длина переднего крыла самцов 17 мм, самок 17-18 мм. Задние крылья с хвостиками. Верхняя сторона крыльев с блестящим голубовато-синим отливом. Рисунок нижней стороны крыльев с внешним краем с чёрными точками. Глаза волосатые. Передние лапки самцов несегментированные. Верхняя сторона крыльев самцов бело-голубоватая с очень узким тёмным краем. Верхняя сторона крыльев самок с крупным голубым пятном у основания крыльев. На переднем крыле это пятно доходит до вершины центральной ячейки и по заднему краю не доходит 2 мм до края крыла. На заднем крыле это пятно прорезано темными жилками. Темная кайма на крыльях самки шириной около 1,5 мм. Вдоль внешнего края проходит узкая серебристая полоска, прорезанная жилками. На нижней стороне крылья коричневого цвета с узкой белой постдискальной перевязью. Прикраевой ряд пятен ряд на переднем крыле образован округлыми черными пятнами, окруженными голубыми ободками.

## Ареал
Япония, Китай, остров Тайвань.

## Биология
За год развивается одно поколение. Время лёта бабочек длится с середины июня по июль. Кормовое растение гусениц — Hamamelis japonica.